# Піогенна мембрана
Піогенна мембрана (англ. - pyogenic membrane, prophylactic membrane) — внутрішня верства стінки порожнини гнійника, яка відмежовує гній від здорових тканин і одночасно продукує гнійний ексудат.

## Значення
Здатність тканин створювати піогенну мембрану є виявом нормальної захисної реакції організму, спрямованої на ізолювання гнійного процесу. Це прояв неспецифічної реактивності, яка визначається нормальним станом фізіологічних сил організму. За наявності важких захворювань (аліментарна дистрофія, авітаміноз, цукровий діабет, злоякісні пухлини та ін.) здатність організму відмежовувати гнійне запалення шляхом створення грануляційного валу порушується і піогенна мембрана має переривчастий характер або зовсім не утворюється (І. В. Давидовський, 1969 р.). У цих випадках повного відмежування процесу не відбувається і він набуває розлитого характеру.

Наявність піогенної мембрани різко погіршує проникнення антибіотиків з кровоплину в порожнину абсцесу, однак інтоксикація організму за рахунок всмоктування токсичних продуктів з вогнища розпаду зберігається. При руйнуванні піогенної мембрани (розплавленні лізуючими ферментами гною чи різкому підвищенні тиску в порожнині гнійника) або зниженні загальних і місцевих імунних механізмів інфекція поширюється на сусідні тканини або ускладнюється сепсисом.

Піогенна мембрана часто розглядається як поверхня, що продукує гній — звідси і походить її назва «піогенна» (гноєтворна). Однак, ця мембрана аж ніяк не є необхідною умовою для формування гною — це, по суті, вторинний утвір, який виникає у тканинах після утворення гнійника. Лейкоцити проникають через піогенну мембрану, що може збільшувати об'єм гнійника. Проте, піогенна мембрана дійсно стримує межі поширення гнійника, позаяк грануляційна тканина є менш чутливою до подразників, ніж в інші тканини Власне це слід розглядати як її дійсно захисну функцію.

## Утворення і структура
У ранній стадії формування гнійника (напр. — абсцесу) його стінки є покриті гнійно-фібринозними нашаруваннями та частинками некротизованих тканин. Надалі по периферії гнійника розвивається ділянка демаркаційного запалення — інфільтрат, що формує цю зону є основою для утворення піогенної мембрани, яка утворює стінку порожнини гнійника. Піогенна мембрана — це багата судинами верства грануляційної тканини. Поступово в її частині, зверненій до тканин, що оточуть гнійник, відбувається дозрівання грануляцій. Таким чином, якщо абсцес набуває хронічного перебігу, в піогенною мембрані утворюються дві верстви: внутрішня, звернена в порожнину гнійника, що формується з грануляцій, і зовнішня, утворена зрілою сполучною тканиною.
 Власне з розвитком сполучної тканини пов'язана чіткість контурів і меж гнійників: при гострих процесах — контури не чіткі, межі розмиті, при хронічних — за рахунок міцної версти сполучної тканини гнійна порожнина є добре відмежованою і має чіткі контури.